# Мадианитяне
Мадианитяне (др.-евр. מִדְיָן‬ [Мидьян], греч. Μαδιάμ, араб. مَدْيَن‎ [Мадьян]) — полукочевой народ, упоминаемый в Библии и Коране (в сурах 7, 11 и др.). Считались потомками Авраама (от его третьей жены Хеттуры через его сына Мадиана — 1Пар. 1:32). Обитали на Синайском полуострове и на северо-западе Аравии от Моава на севере до Красного моря на юге. В Книге Судей (Суд. 8:24) мадианитяне отождествляются с измаильтянами.

## Библейский сюжет
Мадианитянские купцы привезли Иосифа в Египет. Мадианитяне жили в шатрах и разводили скот и верблюдов (Суд. 6:5). Дальнейшие упоминания о них связаны с жизнью пророка Моисея, бежавшего к мадианитянам от преследований фараона (Исх. 2:15).
Дочь священника мадианского Сепфора стала его женой (Исх. 2:21) и родила ему двух сыновей. В Чис. 12, сестра Мириам и брат Аарон упрекают Моисея, что он взял жену эфиопку (кушитку — темнокожую мадианитянку); древние и современные библеисты спорят, была ли Сепфора кушиткой, или у Моисея была вторая жена.
Тесть Моисея Иофор — вождь и жрец мадианитян — приютил бежавшего из Египта Моисея и дал ему жену (Исх. 2:15). Бог явился Моисею, когда он пас стадо Иофора (3:1), и он отправился в Египет спасать евреев (3:10), только получив благословение на это у Иофора (4:18). Иофор посоветовал Моисею поставить судей (начальников его команды) над народом: «людей способных, боящихся Бога … тысяченачальниками, стоначальниками, пятидесятиначальниками и десятиначальниками над народом, чтобы они судили народ в мирное время по малым делам, а о важных делах доносили Моисею» (Исх. 18:1—27).
При появлении евреев моавитяне испугались их численности, и мадианитянские старейшины участвовали в призвании Валаама, чтобы он их проклял. Первые же поколения евреев, пришедших из пустыни в Ханаан, стали сближаться с мадианитянами (Чис. 25), поклоняться Ваал-Фегору, чьи праздники были особо развратны (Ос. 9:10). Это вызвало недовольство Моисея («убейте каждый людей своих, прилепившихся к Ваал-Фегору» (Чис. 25:5)), гибель 24000 евреев, поражённых гневом Бога, и проявилось в убийстве внуком Аарона Финеесом мадианитянки Хазвы (см. легенды о Копье Судьбы) и появлению заповеди: «Враждуйте с Мадианитянами и поражайте их» (Чис. 25:17). За этим последовало открытое столкновение, приведшее к первому истреблению мадианитян, описанному в кн. Чис. 31.
Но в дальнейшем сообщается о возрождении народа и совершении грабительских набегов на землю Израильскую (Суд. 6:1). Судья Гедеон избавил евреев от семилетнего мадианского ига и лично убил последних упоминаемых мадианитянских царей Зевея и Салмана (Суд. 7:19). Имя «Зевей» (ивр. זבח‎ — Зевах) переводится как «жертва», является однокоренным со словом алтарь (ивр. מזבח‎ — мизбеах) и сопоставимо с арабским именем Забих. Имя «Салман» (ивр. צלמנע‎ — Цалмунна) имеет этимологическую связь со словом «тень» и конвергировано в русском переводе в имя «Салман» вместе с другим именем (ивр. שלמן‎ — Шалмон). После казни Зевея и Салмана сообщается о смирении мадианитян (Суд. 8:28).

### Истребление
Согласно Чис. 31, евреями были уничтожены все взрослые женщины, мужчины и дети мужского пола из народа мадианитян.
Господь повелел Моисею совершить мщение над мадианитянами, и Моисей, повинуясь воле Господа, велел собрать по тысяче человек с каждого колена.
12-тысячное войско вместе со священником Финеесом отправилось на мадианитян и уничтожило всех мужчин, а также пятерых царей мадианитян и Валаама. Города и селения мадианитян были сожжены.
Награбленную добычу, в том числе скот, и пленённых женщин и детей мадианитян доставили к Моисею. Но он прогневался и распорядился уничтожить всех женщин и детей, оставив только девственных девочек:

и сказал им Моисей: для чего вы оставили в живых всех женщин? <…> Убейте всех детей мужского пола и всех женщин, познавших мужа на мужском ложе, убейте; а всех детей женского пола, которые не познали мужеского ложа, оставьте в живых для себя
— Чис. 31:15–18
Добыча составляла 675 тысяч мелкого скота, 72 тысячи крупного скота, 61 тысяча ослов и 32 тысячи девственниц (Чис. 31:32–35). Часть этой добычи была оставлена для Бога, в том числе 32 мадианитянские девочки. Также были принесены жертвы Богу в виде золота и денег.
Мадианитянки, оставленные в живых, по некоторым трактовкам Библии, для перевоспитания и последующей ассимиляции, и иная добыча были распределены поровну между всеми членами еврейской общины.

## Интерпретации

### Христианские толкования
Существует несколько трактовок Библии для определения причин истребления мадианитян:
- мадианитянки соблазняли еврейских мужчин и подстрекали их к идолослужению[3][4]
- мадианитяне отправили своих старейшин вместе с моавитянами просить Валаама проклясть евреев[5]

У христианских святых встречается аллегорическое толкование эпизода. Ефрем Сирин понимает под пятью царями пять чувств, при помощи которых человек предаётся греху. Нил Синайский обращает внимание на случаи сексуальных контактов между иудеями и мадианитянками, что даёт ему повод счесть последних символом «блудных страстей» (подобное толкование содержится и в одном из патериков). В кочевом образе жизни мадианитян Нил видит указание на внутреннюю пустоту бездуховного времяпрепровождения.

### Истребление как геноцид
В книге доктора политологии, доцента Университета Британской Колумбии Адама Джонса «Genocide: A Comprehensive Introduction» истребление мадианитян служит примером геноцида в предысторический и античный периоды. Адам Джонс поясняет, на основе текста Книги Чисел, что уже в те времена геноцид был не только ради уничтожения других народов, но и для эксплуатации представителей этих народов, обычно женщин или девочек. Подобной точки зрения придерживаются доктор социологии Дэниэл Кирот и доктор социальной психологии Кларк Макколи, которые рассматривают истребление мадианитян как геноцид.
Согласно книге «Egypt on the Pentateuch’s ideological map: constructing biblical Israel’s identity», отношения с мадианитянами и последующий их геноцид способствовали временному укреплению самобытности евреев во время их пребывания в пустыне.

## Мадианитяне и курды
Согласно одной из версий, курды считают себя потомками мадианитян, о которых говорится в Библии.

## В искусстве
Истребление мадианитян было изображено на одной из росписей Золотой палаты Кремля. Вероятно, этот сюжет ассоциировался у художника с завоеванием Иваном Грозным татарских ханств.